# Grant Jerrett
Grant Alexander Jerrett (Costa Mesa, California, 8 de julio de 1993) es un jugador de baloncesto estadounidense que pertenece a la plantilla del Utsunomiya Brex de la B.League. Jugó baloncesto universitario en la Universidad de Arizona.

## Trayectoria deportiva

### Instituto
Jerrett asistió al instituto "Lutheran High School" en La Verne, California. En su tercer año como "junior", promedió 18,0 puntos, 10,1 rebotes y 3,4 tapones por partido. También, lideró al instituto Lutheran al campeonato estatal de la División III de California de 2011, en el partido por el título, Jerrett registró 16 puntos y 10 rebotes. En su cuarto año como "senior", Jerrett fue nombrado jugador estatal del año al promediar 22,3 puntos, 10,0 rebotes y 2,4 tapones por partido, mientras lideró al instituto Lutheran a un récord de 25-8. También, registró 20 o más puntos en 19 partidos, incluyendo dos partidos con 30 o más puntos. Fue calificado como el noveno prospecto en el país y el segundo ala-pívot con un grado de 97 por ESPN. Jerrett disputó el prestigioso McDonald's All-American Game de 2012 y el Jordan Brand Classic de 2012.

### Universidad
Jerret jugó una temporada para los Wildcats de la Universidad de Arizona en 2012-13, en la cual promedió 5,2 puntos, 3,6 rebotes y 1,0 tapones en 17,8 minutos por partido, mientras ayudaba al equipo a lograr un récord de 27-8 (12-6 en la Pacific-12 Conference). El 17 de abril de 2013, Jerret declaró su elegibilidad para el Draft de la NBA, renunciando a sus tres años restantes universitarios.

### Profesional
Jarrett fue seleccionado en la posición número 40 por los Portland Trail Blazers en el Draft de la NBA de 2013, pero sus derechos fueron traspasados a los Oklahoma City Thunder a cambio de consideraciones en efectivo en la misma noche del draft. Más tarde se unió a los Thunder en la Liga de Verano del 2013 "2013 NBA Summer League".
El 1 de noviembre de 2013, Jerrett fue seleccionado por los Tulsa 66ers en la primera selección del Draft de la NBA Development League de 2013. El 7 de abril de 2014, firmó con Oklahoma City Thunder por el resto de la temporada 2013-14.
El 19 de febrero de 2015, Grant fue traspasado a los Utah Jazz en un acuerdo a tres bandas, en el cual además recalaron en el equipo Kendrick Perkins, los derechos de Tibor Pleiß y dos futuras rondas del draft, los Oklahoma City Thunder recibieron a Enes Kanter, DJ Augustin y Steve Novak, y los Detroit Pistons a Reggie Jackson. El 10 de marzo de 2015, fue asignado a los Idaho Stampede de la NBA D-League, siendo llamado el 19 de es mismo mes. El 26 de marzo fue reasignado a los Idaho, siendo llamado el 6 de abril. El 15 de octubre de 2015, Jerrett fue descartado por los Jazz.
En la temporada 2021-22, firma por el BC Avtodor de la VTB United League.

## Estadísticas de su carrera en la NBA

### Temporada regular
| Año     | Equipo        | PJ | PT | MPP | %TC  | %3P  | %TL   | RPP | APP | ROB | TPP | PPP |
| ------- | ------------- | -- | -- | --- | ---- | ---- | ----- | --- | --- | --- | --- | --- |
| 2014-15 | Oklahoma City | 5  | 0  | 5.0 | .176 | .077 | .000  | .8  | .2  | .0  | .4  | 1.4 |
| 2014-15 | Utah          | 3  | 0  | 8.7 | .444 | .000 | .1000 | 1.7 | .4  | .7  | .0  | 3.0 |
| Total   | Total         | 8  | 0  | 6.4 | .269 | .067 | .1000 | 1.1 | .4  | .3  | .3  | 2.0 |